# Buffie Johnson
Buffie Johnson (Nueva York, 12 de febrero de 1912 - 11 de agosto de 2006) fue una pintora estadounidense, asociada con la abstracción.

## Trayectoria
Nacida en Nueva York, Johnson estudió en la Academia Julian de París y en la Liga de Estudiantes de arte de Nueva York. Recibió clases de Francis Picabia y Stanley William Hayter, y obtuvo una Maestría en Artes por la Universidad de California en Los Ángeles. En 1943, una obra suya fue incluida en la muestra de Peggy Guggenheim The Exhibition by 31 Women en la galería Art of This Century de Nueva York. Al no querer hacer una reseña de la exposición un crítico de arte alegando que nunca había oído hablar de mujeres creadoras sobresalientes, intentó publicar un artículo sobre mujeres creadoras pero fue rechazado por varias revistas. Así comenzó su conciencia feminista. Se involucró activamente en el feminismo de la segunda ola.
De 1946 a 1950 fue profesora en la Escuela de Diseño Parsons. Recibió numerosos premios, incluidas becas de Yaddo, la Fundación Bollingen y la Fundación Edward Albee. Su trabajo apareció en la Bienal de Whitney en múltiples ocasiones. En 1988 publicó La dama de las bestias: imágenes antiguas de la diosa y sus animales sagrados. Se casó dos veces y dejó una hija.
La obra de Johnson se encuentra en el Museo de Bellas Artes de Boston, el Museo de Arte Moderno de San Francisco, el Museo Smithsonian de Arte Americano, el Centro de Arte Walker y el Museo Whitney de Arte Americano. En 2016 su biografía fue incluida en el catálogo de la exposición Mujeres del expresionismo abstracto organizada por el Museo de Arte de Denver.

## Legado
- El Comité de Mujeres en las Artes de la Asociación de Arte Universitario (CWA) y el Caucus de Mujeres para el Arte (WCA) le otorgaron póstumamente el Premio a la Trayectoria de Mujeres en las Artes 2007.[11]
- La imagen de Johnson está incluida en el icónico cartel de 1972 Some Living American Women Artists de Mary Beth Edelson.[12]
- En 2023 su obra fue incluida en la exposición Action, Gesture, Paint: Women Artists and Global Abstraction 1940-1970 en la Whitechapel Gallery de Londres.[13]
- Buffie Johnson es citada en la autobiografía de Patricia Highsmith, Diarios y cuadernos 1941-1995, editada por Anna Von Planta por tener una breve relación con Highsmith.[14]